# 艾穆
艾穆（1534年—1598年），字和父、和甫，改字純卿，號熙亭，湖廣承宣布政使司岳州府平江縣（今湖南省平江縣），明朝政治人物、举人出身。

## 生平
嘉靖三十七年（1558年）戊午科湖廣乡试中举，被任命为直隶真定府阜平縣儒學教谕，隆庆四年（1570年）主考河南鄉試。邻郡诸生如赵南星、乔璧星等都前来学习。升国子监助教，张居正听闻其名声后，想命其任誥敕房中書舍人，艾穆不应。
万历初年，升任刑部廣西司主事，升刑部山西司員外郎，审查陕西囚犯案件。当时张居正主张严刑峻法，审判囚犯如果不达到一定数额的官员要被治罪。艾穆与御史商量，只判两人有罪，御史唯恐无法对付，艾穆称自己不以人命换取官职。等其返回朝廷后，张居正则严厉质问。艾穆对答道：“皇上尚且年轻，臣下要体现皇上重视生命的德义，辅助您公平治法，如此有罪我也甘心。”之后作揖退下。
张居正奪情，事情传遍朝野。艾穆在家叹息，于是与主事沈思孝上疏劝谏：“自从张居正不服丧后，妖星突然出现，星光直逼中天。言官曾士楚、陈三谟甘心冒犯清议，率先请求张居正留下，人心顿然泯灭，举国如狂。现在星变没有消失，火灾又起来了。臣怎么敢爱惜生命，不抛头洒血为陛下进言。陛下之所以留下张居正，莫过于纲常，而首辅大臣是纲常的表率。纲常不顾，社稷怎能安宁？事情偶然为之，是特例。而万世不变的，是先王的制度。现在抛弃先王的制度，而效法近世的特例，又能如何处置？张居正现在因特例留下，碍着情面就任了。等到国家有大事庆贺、大祭祀，身为首辅，避则害了君臣大义，出则伤及父子之情。臣不知陛下怎么安置张居正，张居正又何以自处？徐庶因母亲去世而向昭烈帝辞职说：‘臣方寸已乱。’张居正难道并非人子，就能方寸不乱吗？位处人臣之上，却不修礼节，何以面对天下后世！臣听说过古代圣贤的帝王常常用孝来劝诫人，没有听说不让服丧。身为人臣，转移孝道而侍奉君王，没有听说君上可以剥夺他人孝行的。用礼义廉耻教育天下唯恐不够，竟然将其剥夺，使天下为人的，均忘了对父亲养育之恩，纲常沦落了。到那时想用法律整顿，又则么办呢？陛下果真眷念张居正，当用道德来爱护，让他能奔丧尽孝，使保全大节，纲常树立而朝廷端正，朝廷端正则百官、万民莫不端正，灾变也没有不可消除的了。”
当时吴中行、赵用贤请皇上让张居正奔丧，将其父埋葬后再回到朝廷，而艾穆、沈思孝則直接请求让他服三年之丧，所以，张居正尤其恼怒。吴、赵两人被杖六十下，艾穆、沈思孝被杖八十下，另加手铐、置于诏狱。三天后，用木板抬出城门，艾穆派往戍守凉州。由于伤太重不醒人事，不久苏醒，于是前往戍地。艾穆是张居正的同乡，张居正对人称：“從前嚴嵩都没有被同乡攻击，我卻不如嚴嵩。”万历九年（1581年），全面考核官吏，又将艾穆、沈思孝置于考察名册上。
等到张居正病故，言官争相推荐艾穆，起用为户部员外郎。之后改任四川佥事，逐渐升至太仆寺少卿。万历十一年（1583年），任光祿寺少卿。万历十七年（1589年）二月，任南京鴻臚寺卿。万历十八年九月，任太僕寺少卿。万历十九年（1591年）秋七月，提拔为都察院右佥都御史、巡抚四川。前任崇阳知县周应中、宾州知州叶春及行义过人，艾穆推荐他们代替自己，皇上没有回应。上任后，有人报告播州宣慰使杨应龙叛乱，贵州巡抚叶梦熊请求征讨。四川人大多说杨应龙势力强，不可以轻易征讨，艾穆也不想用兵，与叶梦熊意见相左。朝廷命令两位抚臣一同考察，杨应龙不愿到贵州；于是将他逮捕到重庆，对质后按罪当斩，杨应龙贡上物品赎罪，艾穆放他回去。万历二十年（1592年）十一月，艾穆因病辞职归乡，不久卒。
后来，杨应龙叛乱，言官追究艾穆之罪，神宗追奪其官職。

## 延伸阅读
[在维基数据编辑]
 《明史卷二百二十九》，出自《明史》

| 官衔          | 官衔                                  | 官衔          |
| ------------- | ------------------------------------- | ------------- |
| 前任： 李尚思 | 明朝四川巡撫 萬曆十九年（1591年）上任 | 繼任： 王繼光 |